# Samuel
Pour les articles homonymes, voir Samuel (homonymie).
Samuel  (en hébreu, שְׁמוּאֶל (Šəmūʼēl), qui signifie « son nom est dieu » ; en grec, Σαμουήλ (Samouél) ; en latin, SAMVEL ; en arabe, صموئيل (Ṣamūʾīl)) est un personnage biblique dont l'histoire fait l'objet du Premier et du Deuxième livre de Samuel dans la Bible hébraïque ou Ancien Testament. Il est qualifié de prophète dans la Bible bien que son rôle soit plus proche de celui d'un juge, c'est-à-dire un chef guerrier au sens biblique. C'est lui qui désigne les deux premiers rois d'Israël, Saül, puis David.

## Étymologie
Ce prénom signifie « nom (šem) de Dieu (‘El, Elohim) », ou « son nom (šm.ō) est Dieu (‘El) ». L’explication donnée en 1 S 1:20, כִּי מֵיְהוָה שְׁאִלְתִּיו (kī me-yhwah šə’iltiyō) : « car je l’ai demandé au Seigneur (YHWH) », dérivée du verbe ša’al : « demander », s’applique plutôt à Saül ou à Salathiel (en), prince de la fin du royaume de Juda. Quant à l’hypothèse šamaʕ ‘El : « Dieu (Elohim) a entendu » (avec un ʿAyin), elle se rapporte à Ismaël.

## Biographie

### Selon la Bible
Samuel est né à Rama. Enfant, il est consacré au Seigneur par sa mère Anne, qui le reçoit comme un cadeau de Dieu, alors qu'elle est stérile. Celle-ci l'emmène vivre chez le grand-prêtre Éli alors qu'il est enfant. Après avoir grandi à Silo, il vit à Rama (1 S 7:17) où il officie en tant que juge et c'est là que se trouve sa tombe (1 S 25:1). Samuel est appelé à jouer un rôle exceptionnel pendant une période de crise et de transition.
Plus tard, alors que Samuel est un vieux prophète déjà renommé en Israël, il désigne le premier roi des Hébreux, Saül, que Dieu lui a montré. Les Hébreux veulent absolument un roi et malgré ses réticences, Samuel finit par leur en accorder un sur l'ordre de Dieu : « Écoute la voix de ce peuple ; car ce n'est pas toi, mais c'est moi qu'il rejette, afin que je ne règne plus sur eux. »
Lorsque Saül déplaît à Dieu, celui-ci demande à Samuel de consacrer comme roi une autre personne : c'est David, qui n'est alors qu'un berger. Après sa victoire contre Goliath, le jeune berger doit, avec l'aide de Samuel, s'imposer face à Saül pour gagner la couronne et l'onction.
Saül, à la veille de la bataille au mont Gelboé contre les Philistins qui va lui coûter la vie et celles de ses fils (dont Jonathan), demande à la sorcière d'Endor d'invoquer l'âme défunte de Samuel pour le conseiller, selon 1 S 28:13. Ce dernier lui prédit sa mort.

### Selon le Coran
Comme dans la Bible, Saül/Talut est le premier roi israélite. D'après le texte coranique, il a été choisi par un prophète anonyme que la tradition musulmane a identifié à Samuel.
Ainsi, Tabari et Ibn Kathir avancent que le prophète auquel les fils d'Israël ont demandé la désignation d'un roi est Samuel, « fils de Bali, fils de 'Ilqima, fils de Yarkham, fils d'Eloho, fils de Taho, fils de Soff, fils de 'Ilqima, fils de Maheth, fils de `Amoça […] ». [réf. nécessaire]

## Ascendance de Samuel
Samuel appartient à la tribu de Lévi. Il est un descendant de Coré, chef d'une rébellion contre Moïse et Aaron pendant l'Exode.
- Lévi[n 1],[n 2]
  - Qehath[n 1],[n 3],[n 2]
    - Yitsehar[n 3],[n 4],[n 2]
      - Coré[n 4],[n 5],[n 6]
        - Abiasaph[n 5] ou Ébiasaph[n 7],[n 6]
          - Assir[n 7],[n 6]
            - Tahath[n 8],[n 6]
              - Tsephania[n 9]
                - Azaria[n 9]
                  - Yoël[n 9]
                    - Elqana[n 10],[n 9]
                      - Amasaï[n 10],[n 11]
                        - Mahath[n 11]
                          - Elqana[n 12],[n 11]
                            - Tsouph[n 13],[n 11] ou Tsophaï[n 12], a donné son nom au pays de Tsouph[n 14]
                              - Tohou[n 13] ou Nahath[n 12] ou Toah[n 15]
                                - Élihou[n 13] ou Éliab[n 16] ou Éliël[n 15]
                                  - Yeroham[n 13],[n 16],[n 15]
                                    - Elkana[n 13],[n 16],[n 15]
                                      - Samuel

## Descendance de Samuel
Samuel a deux fils : Yoel, son premier-né et Abiya, son deuxième,. Devenu vieux, il établit ses deux fils comme juges à Beer-Sheva mais ceux-ci se comportent mal. Leur conduite inconvenante provoque le mécontentement des anciens d'Israël qui demandent alors au prophète Samuel d'établir la royauté.
Samuel est le grand-père de Hémân (en) le chanteur qui devient ministre de la musique sous le règne du roi David et qui est l'auteur du psaume 88 (87).
- Samuel
  - Yoel, juge à Beer-Sheva[n 17],[n 18]
    - Hémân,chanteur et visionnaire du roi David[n 22],[n 23],[n 24],[n 25],[n 26]
      - Bouqqia[n 27],[n 28]
      - Mattania[n 27],[n 29]
      - Ouzziël[n 27] ou Azarel[n 30]
      - Subaël[n 27],[n 31]
      - Jérimoth[n 27],[n 32]
      - Hanania[n 27],[n 33]
      - Hanani[n 27],[n 34]
      - Eliatha[n 27],[n 35]
      - Guiddalti[n 27],[n 36]
      - Romanti-Ezer[n 27],[n 37]
      - Jesbacassa[n 27],[n 38]
      - Mallothi[n 27],[n 39]
      - Othir[n 27],[n 40]
      - Mahazioth[n 27],[n 41]
      - Fille 1[n 42]
      - Fille 2[n 42]
      - Fille 3[n 42]

  - Abiyia, juge à Beer-Sheva[n 17],[n 18]

## Mort de Samuel
Samuel meurt et est enterré près de sa maison à Rama, en Israël.
L'empereur romain d'Orient Flavius Arcadius (377-408) fait déplacer les restes de Samuel dans la cité grecque de Chalcédoine en Bythinie.
Le déplacement des restes de Samuel a lieu un siècle avant la construction du monastère byzantin à Nebi Samwil sur la supposée Tombe de Samuel (en) se trouvant dans une chambre souterraine servant de petite synagogue. L'archéologue Yitzhak Magen pense que les constructeurs du monastère considéraient leur édifice comme un mémorial et qu'ils ne construisaient pas sur la Tombe de Samuel. 

## Livres des Juges et de Samuel
Selon la tradition juive, Samuel aurait été l'auteur du livre des Juges et d'une partie de celui qui porte son nom. Ce livre de Samuel aurait été achevé par le prophète Gad.

## Vénération
Les Églises chrétiennes orthodoxe et catholique le fêtent le 20 août.

## Galerie

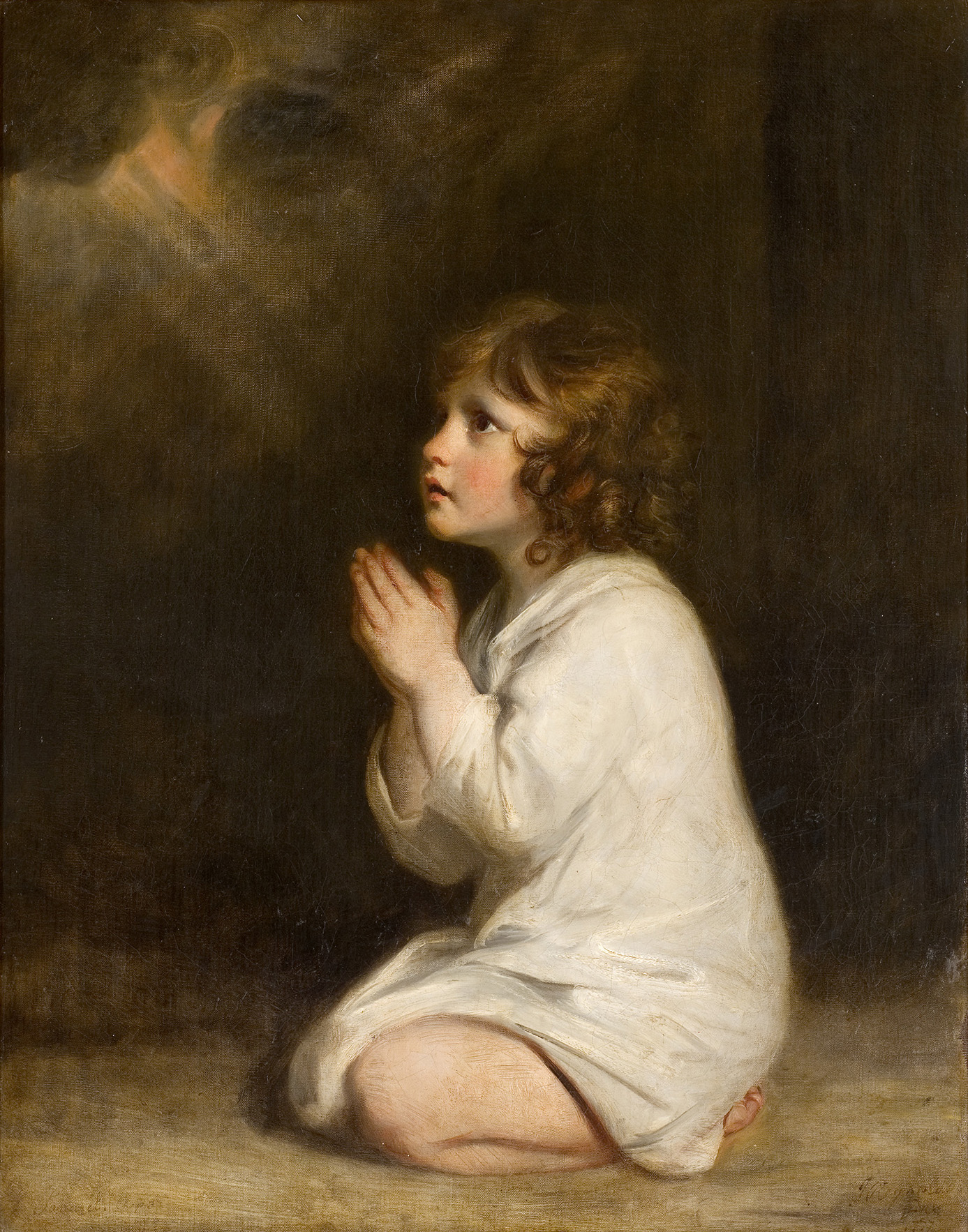
Samuel enfant par Joshua Reynolds, musée Fabre, Montpellier.
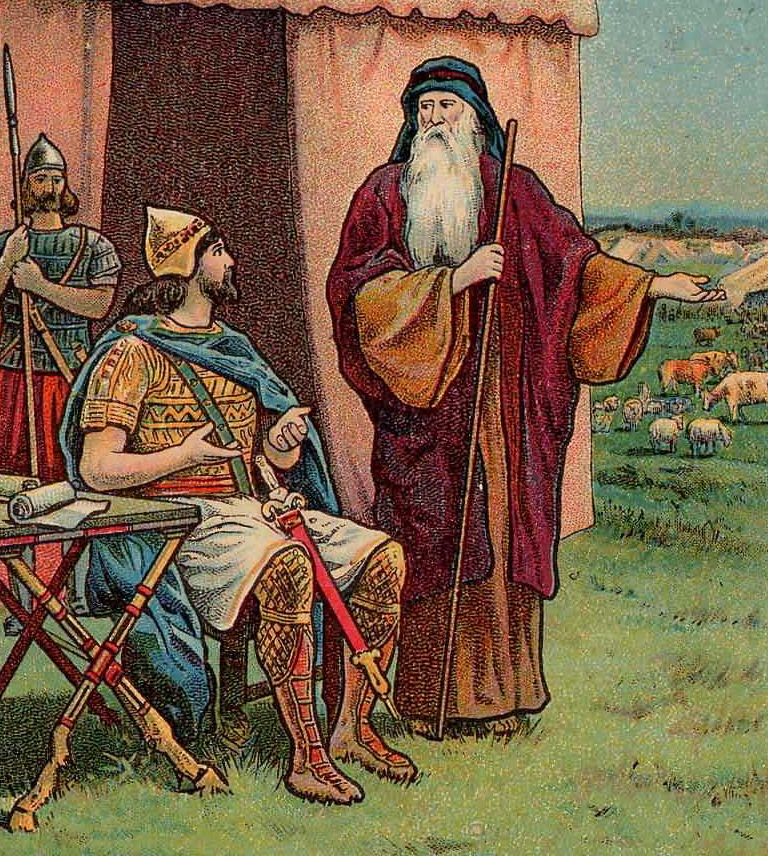
Samuel et le roi Saül.
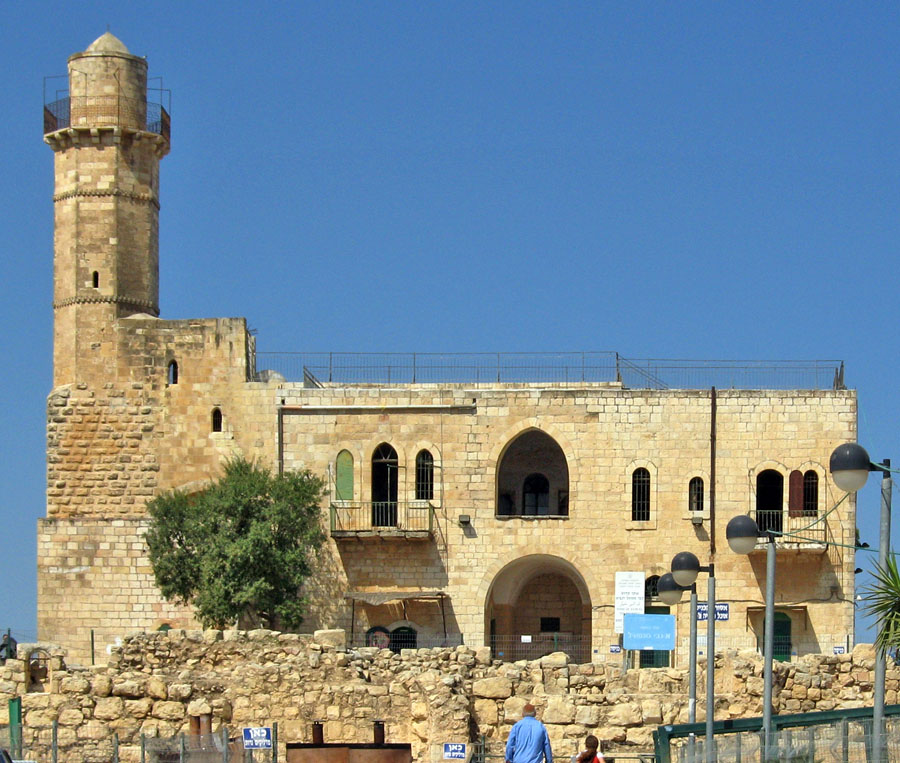
Tombe du prophète Samuel au nord-ouest de Jérusalem.